# Bart De Vocht
Bart De Vocht (Lier, 29 juni 1992) is een Belgisch mountainbiker. Hij won in 2015 de Benelux Cup Mountainbike en werd Belgisch kampioen Enduro in 2019.

## Levensloop

### Veldrijden en MTB bij de jeugd
Als jeugdrenner combineerde De Vocht het mountainbiken met het veldrijden. In 2008 werd hij bij de nieuwelingen in beide disciplines Belgisch kampioen. In januari bleef hij te Hofstade Laurens Sweeck en Frederik Geerts voor tijdens het BK veldrijden. In juli was hij op het BK mountainbike te Malmedy sneller dan Laurens Sweeck en Jeff Luyten.
Bij de junioren concentreerde hij zich vooral op het veldrijden. Dit resulteerde op het Belgisch kampioenschap in een tweede plek in 2009 achter Wietse Bosmans en voor bijvoorbeeld Gianni Vermeersch, en een derde plek in 2010 achter Tim Merlier en Laurens Sweeck.

### Belofte in het mountainbiken
Na een anoniem eerste seizoen bij de beloften in 2011 kwam De Vocht in 2012 terug boven water. In de wereldbeker MTB voor beloften haalde hij twee top 20-resultaten en een zesde plek in Val-d'Isère. In de Nederlandse elite MTB Topcompetitie haalde hij een derde plek in de doorgaans sterk bezette wedstrijd in Apeldoorn. Nadat hij 19e werd op het BK veldrijden van 2013 bij de beloften, besloot De Vocht te stoppen als veldrijder en volop in te zetten op het mountainbiken.
Zowel in 2013 als in 2014 werd De Vocht Belgisch kampioen bij de beloften en haalde hij ereplaatsen in de elite MTB Topcompetitie. In 2014 won hij een wedstrijd in de Nederlandse Topcompetitie, en beloftenwedstrijden in België en in de Duitse Bundesliga. Met twee zevende en een negende plaats reed hij ook een uitstekende Wereldbeker bij de beloften. Op de Europese kampioenschappen mountainbike in het Duitse St. Wendel won hij een bronzen medaille. Enkel de Fransman Jordan Sarrou en de Nederlander Michiel van der Heijden deden er beter.

### Elite Mountainbiken XCO
In 2015 was de beloftentijd voorbij en kwam De Vocht bij de elite uit voor het Belgische team Scott-Goeman. Hij won vier ritten en de eindoverwinning in de Benelux Cup Mountainbike. Daarnaast won hij een wedstrijd in Vårgårda, Zweden. In de wereldbeker reed hij in Nové Město na Moravě zijn beste uitslag met een 17e plek.
In 2016 stapte De Vocht over naar het Versluys PRO Mountainbike Team. Hij werd daarmee ploeggenoot van Jens Schuermans, Kevin Van Hoovels en Githa Michiels. De Vocht won in Graz, net als Michiels. Hij boekte top tien plaatsen in sterk bezette koersen in Banyoles (Spanje), Montichiari (Italië) en Méribel (Frankrijk). In een meerdaagse koers in Barcelona, met 136 deelnemers, werd hij zelfs tweede. Bij de wereldbeker en Europese kampioenschappen, als het er echt om ging, eindigde hij in de middenmoot. Bij de Belgische kampioenschappen belandde hij net naast het podium.
In 2017 reed Bart samen met zijn broer Jochen De Vocht  bij de ploeg KTM Bike Vision. Hij won twee ritten in de Benelux Cup en werd een keer tweede. De internationale optredens waren vergelijkbaar met het vorige jaar of net iets minder. Omdat het niet boterde in de ploeg keerden de broers voor het seizoen 2018 terug naar team Scott-Goeman. Bart opende het seizoen wederom met een mooie tweede plek in Barcelona. In de hernoemde 3 Nations Cup zakte hij terug naar rond de tiende plek. De grotere koersen en wereldbeker liet hij links liggen.

### Combinatie werk en Enduro
In het seizoen 2018 maakte De Vocht een uitstapje naar de Belgische kampioenschappen Enduro. Hij won net als in 2014 een bronzen plak en dat smaakte naar meer. Hij sloot het seizoen af met een wedstrijd Enduro in de World Series. Voor 2019 koos hij ervoor om te gaan werken en daarnaast op hoog niveau Enduro te gaan rijden. Her en der maakte hij een uitstapje naar het mountainbiken XCO, MTB marathon XCM en de downhill DH. In 2019 werd De Vocht Belgisch kampioen Enduro.

## Palmares

### Enduro
- Belgisch kampioen: 2019;  2018, 2014

### XCO Cross Country Olympische afstand
| Seizoen | Wereldbeker | OS  | WK  | EK  | BK  | Overige                                                    | Totaal aantal zeges |
| ------- | ----------- | --- | --- | --- | --- | ---------------------------------------------------------- | ------------------- |
| 2014    |             | NVT | NVT | NVT | NVT | Nieuwkuijk                                                 | 1                   |
| 2015    |             | NVT | 24e | 16e | 6e  | Nieuwkuijk, Houffalize, Érezée, Vårgårda, Esch-sur-Alzette | 5                   |
| 2016    |             |     |     | 43e | 4e  | Graz                                                       | 1                   |
| 2017    |             |     |     |     | 8e  | Nieuwkuijk, Houffalize                                     | 2                   |

| Seizoen | Wereldbeker | BK | EK  | WK  | UCI |
| ------- | ----------- | -- | --- | --- | --- |
| 2015    | 37e         | 6e | 16e | 24e | 39e |

### Jeugd
- Europese kampioenschappen MTB XCO 2014 (beloften)
- BK Mountainbike: 2008 (nieuwelingen), 2013 en 2014 (beloften)
- BK Veldrijden: 2008 (nieuwelingen);  2009 en  2010 (junioren)